# Catalogus Arborum et Fruticum in Horto Edinensi Crescentium
Catalogus Arborum et Fruticum in Horto Edinensi Crescentium (abreviado Cat. Arbor. Frutic. Horto Edin. 1778) es un libro ilustrado con descripciones botánicas que fue escrito por el cirujano, botánico escocés John Hope. Fue publicado en Edimburgo en el año 1778 con el nombre de Catalogus Arborum et Fruticum in Horto Edinensi crescentium anno 1778.